# Kotlina Podtatrzańska
Kotlina Podtatrzańska (słow. Podtatranská kotlina) – w regionalizacji słowackiej jest to duża kotlina na południowej i wschodniej stronie Tatr na Słowacji. Witold Henryk Paryski w Wielkiej encyklopedii tatrzańskiej podaje nazwę Liptowsko-Popradzka Kotlina, dawniej Liptowsko-Spiska Kotlina i Spisko-Liptowska Kotlina. W regionalizacji polskiej według Jerzego Kondrackiego brak takiego regionu.
Kotlina Podtatrzańska ciągnie się od Rużomberku na zachodzie po Podoliniec na wschodzie. Zgodnie z ruchem wskazówek zegara otaczają ją: Tatry (Tatry), Magura Spiska (Spišská Magura), Góry Lewockie (Levočské vrchy),  Kotlina Hornadzka (Hornadska kotlina), Kozie Grzbiety (Kozie chrbty), Niżne Tatry (Nízke Tatry), Wielka Fatra (Veľká Fatra), Góry Choczańskie (Chočské vrchy), Tatry.
Kotlina Podtatrzańska to rozległe, podłużne obniżenie, z wszystkich stron otoczone górami. Na poprzek przecina ją dział wód między zlewiskami Morza Czarnego i Morza Bałtyckiego. Jest to Szczyrbski Dział. Dzieli Kotlinę Podtatrzańską na dwie części:
- część zachodnia – Kotlina Liptowska znajdująca się w zlewisku Morza Czarnego. Główną rzeką jest Wag
- część wschodnia – Kotlina Popradzka znajdująca się w zlewisku Bałtyku. Główną rzeką jest Poprad[2].